# Zugi-tó
A Zugi-tó Közép-Svájcban 413 méter tengerszint feletti magasságban található; területe 38,41 km², legmélyebb pontja 198 méter. 13,7 kilométeres legnagyobb hosszúságával és 4,6 kilométeres maximális szélességével Svájc 10. legnagyobb tava. A legszűkebb részen – Chiemen és Lothenbach között – a partok 1000 méterre vannak egymástól.
A tó híres naplementéiről: a Zugi-tó északnyugati oldalán (Zug városával szemben) nincsenek hegyek, így a horizont szabad és a nap naplementekor szó szerint beleereszkedik a tóba. Ez a természeti jelenség Svájcban ritka, ugyanis a legtöbb tónál a látóhatárt hegyhátak vagy hegyláncok takarják.
A tó északkeleti partján fekszik Zug, Zug kanton székhelye, délen a Schwyz kantonhoz tartozó Arth.  A tó legnagyobb része (24,32 km²) a zugi kantonhoz, délen 11,67 km² terület Schwyz kantonhoz és egy kis rész nyugaton (2,42 km²) a luzerni kantonhoz tartozik. A tó fő forrása és levezető folyója a Lorze, ami csak egy rövid szakaszon folyik át a tó északi oldalán: Zugtól nyugatra ömlik a tóba és 1,5 kilométerrel arrébb Chamnál kifolyik belőle. A tavat az erdős Chiemen félsziget két medencére osztja: délen található a mély és hegyekkel övezett (Rigi és Rossberg nyúlványai) felső medence (Obersee), északon pedig a sekély és széles Untersee.

## Ökológia
A Zugi-tó a 20. század elejéig oligotróf, vagyis tápanyagszegény volt, de a gyorsan növekvő eutrofizáció következtében hosszú ideig Svájc egyik legjobban terhelt tavai közé tartozott. Még napjainkban is erős tápanyagterhelésnek van kitéve, bár a víz minősége fokozatosan javul. A  magas foszfortartalom az algák túlzott elszaporodásához vezet a tó vizének felső rétegeiben; ezek aerob bomlása oxigénhiányt okoz a víz alsó rétegeiben. Az Obersee átlagon felüli mélysége ezt a folyamatot még inkább elősegíti, mivel ott a víz hosszabb ideig van elzárva az atmoszférától. Napjainkban a rossz vízminőség oka, hogy a víz hosszú ideig van a vízmedencében és a Lorze helyzeténél fogva (csupán másfél kilométeren keresztül folyik át a tavon) nem tudja biztosítani a megfelelő vízkeveredést. A 3,18 km³ víztartalmú tóban a víz átlagos tartózkodási ideje 14,5 év.
A víz magas foszfortartalmát régebben a foszfátot tartalmazó mosószerek okozták, amit a szennyvízcsatornán keresztül szűrés nélkül engedtek a tóba.  A helyzet javítása érdekében a zugi önkormányzat 1953-ban egy kétlépcsős szennyvíztisztító létesítményt épített, amit 1968-ban kiegészítettek egy harmadik szűrési szinttel, ami már a foszfátokat is ki tudja szűrni a szennyvízből. A tó partján lévő többi település viszont továbbra is szűretlenül engedte a szennyvizet a tóba, ezért 1969-ben a zugi kanton egy vizekről szóló törvényt (Gesetz über die Gewässer, GewG) hozott, amely szerint a tó körül található teljes csatornarendszert egy vezetékkel kötötték össze és a szennyvizet egy regionális szennyvíztisztítóba (Schönau) vezették.  
Az utóbbi időben a mezőgazdaságban a megnövekedett műtrágya-használat során a föld kimosásával újból nagy mennyiségű foszfor került a tóba.

## Növényzet és állatvilág

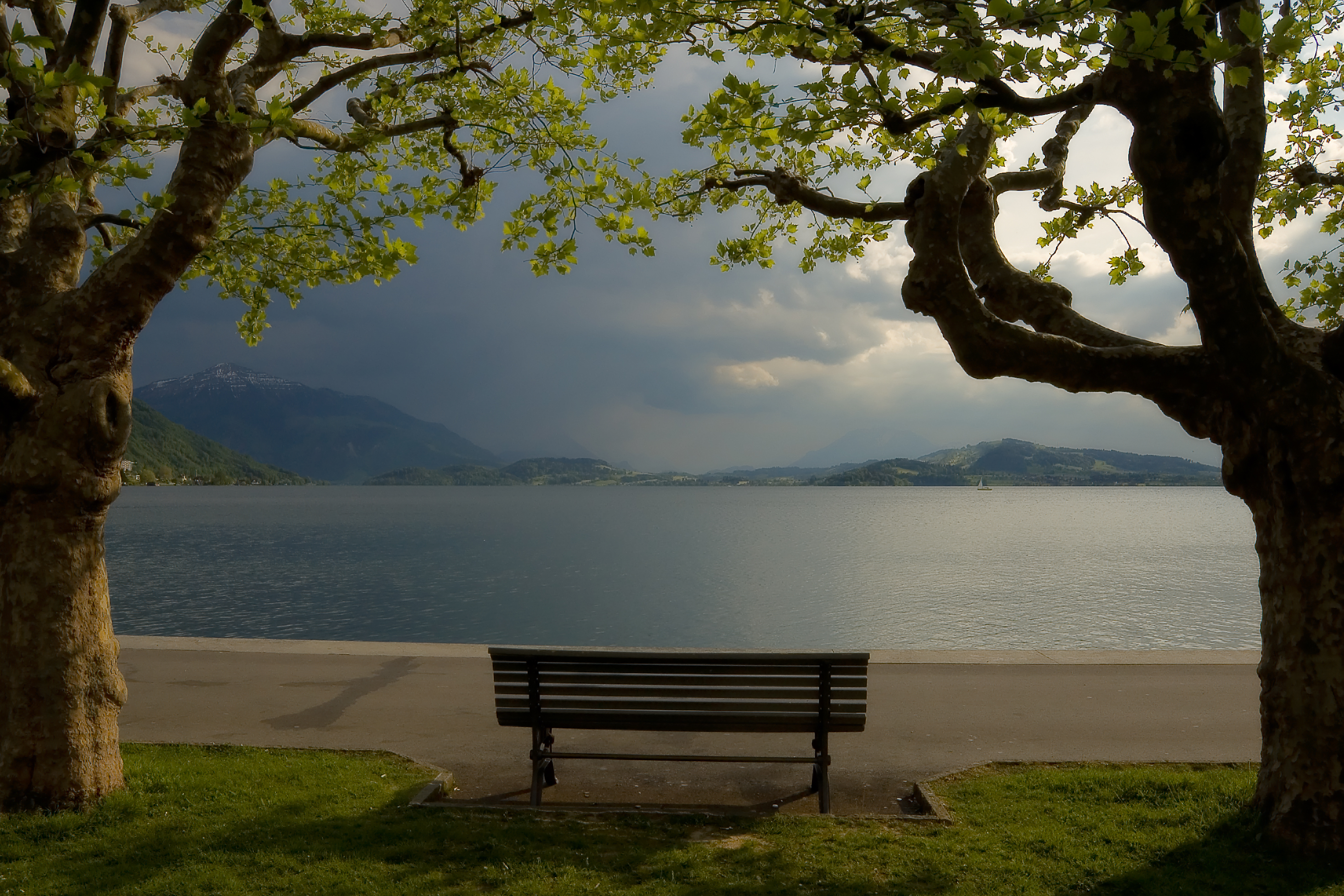
A Zugi-tó, háttérben a Rigi-hegység

A Zugi-tóban jelenleg 31 halfajtát, 1 körszájú halfajtát és 4 rákfajtát tartanak számon, köztük étkezési halakat, mint pisztráng, szemling (Zuger Rötel), sügér és csuka. A 20. század folyamán a kifogott hal mennyisége jelentősen csökkent, de a bevezetett intézkedésekkel ez a szám enyhén emelkedett: a vízminőség javítása mellett, mesterségesen nevelnek étkezési halakat halkeltető berendezésekben, majd kitelepítik őket és óvják a halak természetes ívási helyeit is.
A Zugi-tó partvidéke nagy részben beépített. A nádállomány a 20. század elején jelentősen csökkent, ma már csak az északi és északnyugati parton nő a nád. A sekély vizek egy részén alga, moha, haraszt és zsurló nő. Az elpusztult növények bomlásával a parti és sekély vizű részek lassan feltöltődnek és tőzeg képződik.

## Hajóforgalom a Zugi-tavon
Az első gőzhajó hajózási társaságot a Zugi-tavon 1851 alapították. Egy évvel később került vízre az első lapátkerekes gőzhajó, a Rigi. A hajózási társaságot 1960-ban átkeresztelték Gesellschaft in Schifffahrtsgesellschaft für den Zugersee (SGZ) névre. Ma a flotta 4 hajóból áll: MS Zug, MS Rigi, MS Schwyz és MS Schwan.

## Külső hivatkozások
- Zugersee Schifffarhrt – hajózás, hajóbérlés, menetrend, árlista, ajánlatok
- Der Zugersee: Zu sauber für Felchen Blick, 2008. október 7.
- Élővizekről szóló törvény (Gesetz über die Gewässer, GewG)
- Amt für Fischerei und Jagd, Kanton Zug